# Divizia 25 Infanterie turcă (1916-1918)
Divizia 25 Infanterie a Imperiului Otoman a fost una din diviziile Armatei Otomane. Ea a fost constituită la începutul secolului XX, pe timpul procesului de reformare a armatei Imperiului Otoman.

## Constituirea
La început divizia a făcut parte din Corpul VIII Armată dislocat în Damasc. Prin crearea sa s-a urmărit ca personalul care avea să o încadreze să fie recrutați din rândul localnicilor sirieni și arabi. 
Compunerea diviziei era următoarea:
- Divizia 25 Infanterie

- Regimentul 73 Infanterie
- Regimentul 74 Infanterie
- Regimentul 75 Infanterie
- Batalionul 25 Pușcași
- Regimentul 25 Artilerie de Câmp.

## Participarea la campania din România 1916-1917
În august 1916, la intrarea în război a României, Divizia 25 Infanterie făcea parte alături de Divizia 15 Infanterie din Corpul VI Armată care avea să participe la operațiile militare de pe teritoriul României::p. 134